# Belin-Béliet
Belin-Béliet is een gemeente in het Franse departement Gironde (regio Nouvelle-Aquitaine). De plaats maakt deel uit van het arrondissement Arcachon. Belin-Béliet telde op 1 januari 2022 6.205 inwoners. 

## Geografie
De oppervlakte van Belin-Béliet bedroeg op 1 januari 2022 156,03 vierkante kilometer; de bevolkingsdichtheid was toen 39,8 inwoners per km².

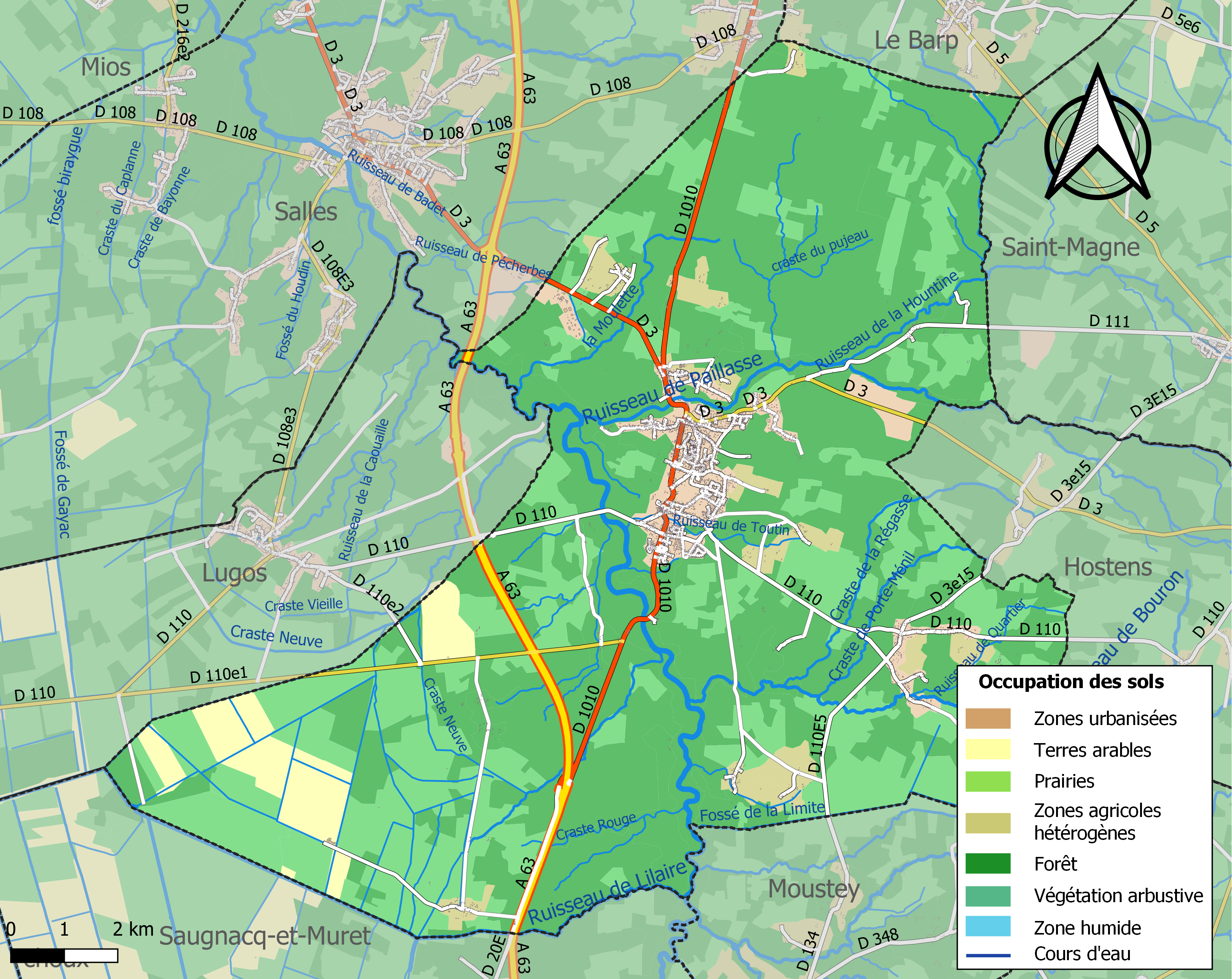
Kaart van de gemeente met belangrijkste infrastructuur, bodemgebruik en omliggende gemeenten

## Demografie
Onderstaande figuur toont het verloop van het inwonertal (bron: INSEE-tellingen).